# Halál: Az élet mindig drága
A Halál: Az élet mindig drága (Death: The High Cost of Living) egy amerikai képregény minisorozat, Neil Gaiman író, valamint Chris Bachalo és Mark Buckingham rajzolók alkotása, kiadója a Vertigo Comics. A minisorozat egy oldalága Gaiman The Sandman című sorozatának, főszereplője Halál, Álom legidősebb nővére. Cselekménye egy olyan történet, mely azon a mesén alapul, hogy Halál minden században egyszer egyetlen napra emberi formát ölt, hogy kapcsolatban maradjon az emberiséggel. Az ötletet számos más mű is feldolgozta, mint például az 1934-ben bemutatott Death Takes a Holiday című film vagy Terry Pratchett A Kaszás című regénye.
A minisorozat alapján mozifilm-tervek is születtek a New Line Cinema forgalmazásában., melynek forgatókönyvét Gaiman írta és Guillermo del Toróval együtt ő maga is rendezné. A film korábban Death and Me munkacím alatt futott, később a képregénnyel azonos címre módosították.
A képregény magyarul a Fumax kiadó gondozásában jelent meg 2018-ban, a Death – Halál: Teljes gyűjtemény részeként, Holló-Vaskó Péter fordításával.

## Cselekmény
A minisorozat főszereplője Didi, aki első ránézésre egy kissé furcsa, elárvult goth stílusú lány. Didi azt állítja, ő a Halál megtestesítője, akinek testét minden száz évben egyszer „kölcsönveszi” a Halál, hogy egy napot az emberek között töltsön. Didi segíti az öngyilkosságra készülő férfi főszereplőt, a tizenhat éves Sextont, hogy felfedezze önmagát. A történet folyamán Sexton olyan indokra ébred rá, hogy miért ne akarjon meghalni: szerelmes a lányba, aki azt állítja magáról, ő a Halál. Didinek sikerül ételt szereznie utcai árusoktól, összefut egy csapatnyi emberrel megalomániás vezetőjükkel az élen, és egy 250 éves angol nővel, Mad Hettie-vel, aki a saját szívét keresi.

## Kiadványok
A sorozatot eredetileg három részben adta ki a Vertigo 1993. márciustól májusig. Ez volt az első önálló minisorozat, mely Neil Gaiman The Sandman sorozatából származik. Gaiman írta, Chris Bachalo rajzolta, borítóját az szokásos Sandman-rajzoló Dave McKean alkotta meg.
Ez a történet volt az első új cím a DC Comics '93-ban létrejött Vertigo leányvállalatának, valamint arról is nevezetes, hogy az egyike a Vertigo azon kevés kiadványának, mely alternatív borítóval is megjelent. Szintén nevezetesség, hogy a sorozat harmadik részét ismét kiadták az eredeti megjelenést követően, mert az első alkalommal a képregény 19. és 20. oldalát fordított sorrendben nyomták. A javított változat borítóján nem tüntettek fel árat, hogy a kereskedők kicserélhessék rájuk a vevők példányait.

### Gyűjteményes kiadványok
A minisorozat a Vertigo egyik legelső kemény borítós gyűjteményes kiadvány formában megjelentetett képregénye volt 1993 novemberében. A kiadvány a Gaiman-rajongó énekes Tori Amos előszavával és egy nyolc oldalas AIDS-re figyelmeztető Halál-képregénnyel (Halál üzenete az életről) jelent meg. Ezt a rövid képregény szintén Gaiman és McKean munkája, mely a HIV vírusra, az AIDS-re és a biztonságos szexre hívja fel a figyelmet. Történetében Halál az életről beszél és egy banán segítségével bemutatja a condom helyes használatát. Halál mellett John Constantine is feltűnik néhány képregénykocka erejéig.
1994 júniusában újra kiadták a minisorozatot a puhább borítós TPB formátumban, új McKean borítóval, de azonos tartalommal.

## Fogadtatás
A minisorozat 1993-ban Comics Buyer's Guide Fan-díjat kapott Kedvenc minisorozat kategóriában, holtversenyben Frank Miller Daredevil: The Man Without Fear című képregényével. A minisorozat alkotóiként 1994-ben Eisner-díjat kapott Neil Gaiman a Legjobb író és Karen Berger a Legjobb szerkesztő kategóriában.

## Film adaptáció
A minisorozat alapján mozifilm is tervezés alatt van a New Line Cinema kezében, melynek forgatókönyvét Neil Gaiman írta, illetve ő tervezi megrendezni a filmet Guillermo del Toróval. Gaiman sok időt töltött del Toroval a Hellboy 2. forgatásán, hogy a rendezésről tanuljon. Egy 2009-es interjúban Gaiman úgy nyilatkozott, nem sok esélyt lát a megvalósításra, melynek legfőképpen a szerzői jogok állnak útjában. „A gond az, hogy Death, mint karakter a The Sandman képregényhez tartozik, így a DC Comics tulajdona, ami pedig a Warner Broshoz tartozik.....A New Line jelenleg a Warner Bros. irattárában porosodik...”. A film korábbi munkacíme Death and Me, az IMDb-n a képregénnyel azonos címen szerepel, ott 2013-as megjelenési időpont látható.
Két hozzáadott jelenet és a fő történetszál New Yorkból Londonba való áthelyezésén kívül a forgatókönyv szinte változatlan a képregényhez képest. 2007-es interjúk szerint a főszereplők egyikeként lehetséges Shia LaBeouf, Gaiman blogja szerint Didi, vagyis a Halál szerepére még nincs jelölt.

## Külső hivatkozások
- Comicbook Database Archiválva 2011. december 2-i dátummal a Wayback Machine-ben
- Vertigo hivatalos honlap Archiválva 2010. május 9-i dátummal a Wayback Machine-ben